# Championnat du monde féminin de handball 2025
Cet article traite du championnat féminin 2025. Pour le championnat masculin, voir Championnat du monde masculin de handball 2025.
Navigation
Dan., Norv. et Suède 2023 Hongrie 2027
Le Championnat du monde féminin de handball 2025 est la 27e édition du Championnat du monde féminin de handball qui aura lieu du 26 novembre au 14 décembre 2025 en Allemagne et aux Pays-Bas.
La  France est la tenante du titre.

## Présentation

### Qualifications
Depuis le Championnat du monde 2019, les règles de qualifications sont :
- 2 places pour les pays organisateurs ;
- 1 place pour le tenant du titre ;
- 4 places attribuées pour l'Afrique, pour les Amériques (1 pour la zone Amérique du Nord et Caraïbes et 3 pour l'Amérique du Sud et Centrale), pour l'Asie et pour l'Europe ;
- 0 ou 1 place pour l'Océanie, dans le cas où l'équipe de ce continent termine cinquième ou mieux au Championnat d'Asie[Q 1] ;
- 1 ou 2 invitation(s) (Wild card), suivant le cas de l'Océanie[Q 1];
- 11 places dites de « performance », offertes aux différents continents en fonction du classement final du championnat du monde 2023 (places 1 à 11).

En conséquence du classement final du championnat du monde 2023, la distribution des 11 places « performance »  pour le Championnat du monde 2023 est la suivante :
- Afrique : 0 place (en plus des 4 places de base)
- Amérique du Nord et Caraïbes : 0 place (en plus de la place de base)
- Amérique du Sud et centrale : 1 place (en plus des 3 places de base)
- Asie : 0 place  (en plus des 4 places de base)
- Europe: 10 places (en plus des 4 places de base).

Dès lors, la distribution des 32 places est la suivante :
| Continent                    | Place(s) | Moyen de qualification                         | Date                            | Nations qualifiées                                                                                    |
| ---------------------------- | -------- | ---------------------------------------------- | ------------------------------- | --- |
| —                            | 2        | Organisateurs                                  | 28 février 2020                 | Allemagne et Pays-Bas                                                                                 |
| —                            | 1        | Championnat du monde 2023                      | 17 décembre 2023                | France                                                                                                |
| Am. Sud et centrale (SCAHC)  | 3        | Championnat d'Am. du Sud et centrale 2024 (en) | 26-30 novembre 2024             | Brésil, Argentine, Uruguay                                                                            |
| Am. Sud et centrale (SCAHC)  | 1        | Tournoi de la dernière chance (en)             | 24-26 avril 2025                | Paraguay                                                                                              |
| Afrique (CAHB)               | 4        | Championnat d'Afrique 2024                     | 27 nov. - 7 déc. 2024           | Angola, Sénégal, Tunisie, Égypte                                                                      |
| Asie (AHF)                   | 4        | Championnat d'Asie 2024                        | 3-10 décembre 2024              | Corée du Sud, Japon, Kazakhstan, Iran                                                                 |
| Océanie (OCHF)               | 0        | Championnat d'Asie 2024                        | 3-10 décembre 2024              | néant                                                                                                 |
| Europe (EHF)                 | 3        | Championnat d'Europe 2024                      | 25 nov. - 15 déc. 2024          | Hongrie, Norvège, Danemark                                                                            |
| Europe (EHF)                 | 11       | Qualifications européennes                     | 24 octobre 2024 – 12 avril 2025 | Autriche, Espagne, Islande, Îles Féroé, Monténégro, Pologne Roumanie, Serbie, Suède, Suisse, Tchéquie |
| Am. Nord et Caraïbes (NACHC) | 1        | Championnat d'Am. du Nord et Caraïbes 2025     | 7-12 avril 2025                 | Cuba                                                                                                  |
| —                            | 2        | Invitation (Wild Card)                         | 30 mars et 15 mai 2025          | Chine, Croatie                                                                                        |

Notes
1. 1 2 3 4  Si une équipe de l'Océanie (Australie ou Nouvelle-Zélande) termine parmi les cinq premiers du Championnat d'Asie, elle est alors qualifiée pour le Championnat du monde. Sinon, la place qualificative est attribuée à une seconde équipe invitée.

### Équipes qualifiées
| Nation       | Apparitions précédentes | Apparitions précédentes | Apparitions précédentes |
| Nation       | Nb                      | Titres                  | Participations |
| ------------ | ----------------------- | ----------------------- | --- |
| Allemagne    | 15                      | 1                       | 1993, 1995, 1997, 1999, 2003, 2005, 2007, 2009, 2011, 2013, 2015, 2017, 2019, 2021, 2023                                                                   |
| Angola       | 17                      | 0                       | 1990, 1993, 1995, 1997, 1999, 2001, 2003, 2005, 2007, 2009, 2011, 2013, 2015, 2017, 2019, 2021, 2023                                                       |
| Argentine    | 12                      | 0                       | 1999, 2001, 2005, 2007, 2009, 2011, 2013, 2015, 2017, 2019, 2021, 2023                                                                                     |
| Autriche     | 14                      | 0                       | 1957, 1986, 1990, 1993, 1995, 1997, 1999, 2001, 2003, 2005, 2007, 2009, 2021, 2023                                                                         |
| Brésil       | 14                      | 1                       | 1995, 1997, 1999, 2001, 2003, 2005, 2007, 2009, 2011, 2013, 2015, 2017, 2019, 2021, 2023                                                                   |
| Chine        | 18                      | 0                       | 1986, 1990, 1993, 1995, 1997, 1999, 2001, 2003, 2005, 2007, 2009, 2011, 2013, 2015, 2017, 2019, 2021, 2023                                                 |
| Corée du Sud | 20                      | 1                       | 1978, 1982, 1986, 1990, 1993, 1995, 1997, 1999, 2001, 2003, 2005, 2007, 2009, 2011, 2013, 2015, 2017, 2019, 2021, 2023                                     |
| Croatie      | 8                       | 0                       | 1995, 1997, 2003, 2005, 2007, 2011, 2021, 2023 |
| Cuba         | 4                       | 0                       | 1999, 2011, 2015, 2019 |
| Danemark     | 24                      | 1                       | 1957, 1962, 1965, 1971, 1973, 1975, 1990, 1993, 1995, 1997, 1999, 2001, 2003, 2005, 2009, 2011, 2013, 2015, 2017, 2019, 2021, 2023                         |
| Espagne      | 12                      | 0                       | 1993, 2001, 2003, 2007, 2009, 2011, 2013, 2015, 2017, 2019, 2021, 2023                                                                                     |
| Égypte       | 0                       | 0                       | Première participation |
| France       | 16                      | 3                       | 1986, 1990, 1997, 1999, 2001, 2003, 2005, 2007, 2009, 2011, 2013, 2015, 2017, 2019, 2021, 2023                                                             |
| Hongrie      | 24                      | 1                       | 1957, 1962, 1965, 1971, 1973, 1975, 1978, 1982, 1986, 1993, 1995, 1997, 1999, 2001, 2003, 2005, 2007, 2009, 2013, 2015, 2017, 2019, 2021, 2023             |
| Iran         | 2                       | 0                       | 2021, 2023 |
| Islande      | 2                       | 0                       | 2011, 2023 |
| Îles Féroé   | 0                       | 0                       | Première participation |
| Japon        | 21                      | 0                       | 1962, 1965, 1971, 1973, 1975, 1986, 1995, 1997, 1999, 2001, 2003, 2005, 2007, 2009, 2011, 2013, 2015, 2017, 2019, 2021, 2023                               |
| Kazakhstan   | 7                       | 0                       | 2007, 2009, 2011, 2015, 2019, 2021, 2023 |
| Monténégro   | 7                       | 0                       | 2011, 2013, 2015, 2017, 2019, 2021, 2023 |
| Norvège      | 22                      | 4                       | 1971, 1973, 1975, 1982, 1986, 1990, 1993, 1995, 1997, 1999, 2001, 2003, 2005, 2007, 2009, 2011, 2013, 2015, 2017, 2019, 2021, 2023                         |
| Paraguay     | 5                       | 0                       | 2007, 2013, 2017, 2021, 2023 |
| Pays-Bas     | 14                      | 1                       | 1971, 1973, 1978, 1986, 1999, 2001, 2005, 2011, 2013, 2015, 2017, 2019, 2021, 2023                                                                         |
| Pologne      | 18                      | 0                       | 1957, 1962, 1965, 1973, 1975, 1978, 1986, 1990, 1993, 1997, 1999, 2005, 2007, 2013, 2015, 2017, 2021, 2023                                                 |
| Roumanie     | 26                      | 1                       | 1957, 1962, 1965, 1971, 1973, 1975, 1978, 1982, 1986, 1990, 1993, 1995, 1997, 1999, 2001, 2003, 2005, 2007, 2009, 2011, 2013, 2015, 2017, 2019, 2021, 2023 |
| Serbie       | 6                       | 0                       | 2013, 2015, 2017, 2019, 2021, 2023 |
| Sénégal      | 2                       | 0                       | 2019, 2023 |
| Suède        | 12                      | 0                       | 1957, 1990, 1993, 1995, 2001, 2009, 2011, 2015, 2017, 2019, 2021, 2023                                                                                     |
| Suisse       | 0                       | 0                       | Première participation |
| Tchéquie     | 8                       | 0                       | 1995, 1997, 1999, 2003, 2013, 2017, 2021, 2023 |
| Tunisie      | 10                      | 0                       | 1975, 2001, 2003, 2007, 2009, 2011, 2013, 2015, 2017, 2021                                                                                                 |
| Uruguay      | 5                       | 0                       | 1997, 2001, 2003, 2005, 2011 |

### Lieux de compétition

#### Allemagne
Le 16 mai 2022, la Fédération allemande de handball (DHB) a présenté les sites allemands
| Westfalenhalle Capacité : 12 000                               | Porsche-Arena Capacité : 6 200     | Arena Trèves Capacité : 5 900      |
|                                                                |                                    |                                    |
| Tour principal (groupes II et IV) Phase finale (1/4 de finale) | Tour préliminaire (groupes C et G) | Tour préliminaire (groupes D et H) |

#### Pays-Bas
Le 5 avril 2023, la Association néerlandaise de handball a présenté les sites néerlandais : 
| Rotterdam Ahoy Capacité : 16 426                                                                                 | Maaspoort Sports & Events (de) Capacité : 3 500       |
| |                                                       |
| Tour préliminaire (groupes A et E) Tour principal (groupes I et III) Phase finale (1/4, 1/2, 3e place et finale) | Tour préliminaire (groupes B et F) Coupe du président |

### Tirage au sort
Le tirage au sort des groupes du tour préliminaire a eu lieu 22 mai 2025
Les équipes têtes de série ont été annoncées en avril 2025
- Rotterdam : Danemark (A) et Pays-Bas (E)
- Bois-le-Duc : Hongrie (B) et France (F)
- Stuttgart : Allemagne (C) et Suède (G)
- Trèves : Monténégro (D) et Norvège (H)

## Tour préliminaire
Les trois premières équipes sont qualifiées pour le tour principal.
- Qualifié pour le tour principal.
- Reversé en coupe du président.

### Groupe A
|   | Équipe   | Pts | J | G | N | P | Bp | Bc | Diff |
| - | -------- | --- | - | - | - | - | -- | -- | ---- |
| 1 | Danemark | 0   | 0 | 0 | 0 | 0 | 0  | 0  |      |
| 2 | Roumanie | 0   | 0 | 0 | 0 | 0 | 0  | 0  |      |
| 3 | Japon    | 0   | 0 | 0 | 0 | 0 | 0  | 0  |      |
| 4 | Croatie  | 0   | 0 | 0 | 0 | 0 | 0  | 0  |      |

| 27 novembre 2025 h | Danemark | – | Japon | Rotterdam Ahoy, Rotterdam |
| 27 novembre 2025 h | (-)      |   |       | Rotterdam Ahoy, Rotterdam |

| 27 novembre 2025 h | Roumanie | – | Croatie | Rotterdam Ahoy, Rotterdam |
| 27 novembre 2025 h | (-)      |   |         | Rotterdam Ahoy, Rotterdam |

| 29 novembre 2025 h | Croatie | – | Danemark | Rotterdam Ahoy, Rotterdam |
| 29 novembre 2025 h | (-)     |   |          | Rotterdam Ahoy, Rotterdam |

| 29 novembre 2025 h | Roumanie | – | Japon | Rotterdam Ahoy, Rotterdam |
| 29 novembre 2025 h | (-)      |   |       | Rotterdam Ahoy, Rotterdam |

| 1 décembre 2025 h | Japon | – | Croatie | Rotterdam Ahoy, Rotterdam |
| 1 décembre 2025 h | (-)   |   |         | Rotterdam Ahoy, Rotterdam |

| 1 décembre 2025 h | Danemark | – | Roumanie | Rotterdam Ahoy, Rotterdam |
| 1 décembre 2025 h | (-)      |   |          | Rotterdam Ahoy, Rotterdam |

### Groupe B
|   | Équipe  | Pts | J | G | N | P | Bp | Bc | Diff |
| - | ------- | --- | - | - | - | - | -- | -- | ---- |
| 1 | Hongrie | 0   | 0 | 0 | 0 | 0 | 0  | 0  |      |
| 2 | Suisse  | 0   | 0 | 0 | 0 | 0 | 0  | 0  |      |
| 3 | Sénégal | 0   | 0 | 0 | 0 | 0 | 0  | 0  |      |
| 4 | Iran    | 0   | 0 | 0 | 0 | 0 | 0  | 0  |      |

| 27 novembre 2025 h | Hongrie | – | Sénégal | Maaspoort, ’s-Hertogenbosch |
| 27 novembre 2025 h | (-)     |   |         | Maaspoort, ’s-Hertogenbosch |

| 27 novembre 2025 h | Suisse | – | Iran | Maaspoort, ’s-Hertogenbosch |
| 27 novembre 2025 h | (-)    |   |      | Maaspoort, ’s-Hertogenbosch |

| 29 novembre 2025 h | Iran | – | Hongrie | Maaspoort, ’s-Hertogenbosch |
| 29 novembre 2025 h | (-)  |   |         | Maaspoort, ’s-Hertogenbosch |

| 29 novembre 2025 h | Suisse | – | Sénégal | Maaspoort, ’s-Hertogenbosch |
| 29 novembre 2025 h | (-)    |   |         | Maaspoort, ’s-Hertogenbosch |

| 1 décembre 2025 h | Sénégal | – | Iran | Maaspoort, ’s-Hertogenbosch |
| 1 décembre 2025 h | (-)     |   |      | Maaspoort, ’s-Hertogenbosch |

| 1 décembre 2025 h | Hongrie | – | Suisse | Maaspoort, ’s-Hertogenbosch |
| 1 décembre 2025 h | (-)     |   |        | Maaspoort, ’s-Hertogenbosch |

### Groupe C
|   | Équipe       | Pts | J | G | N | P | Bp | Bc | Diff |
| - | ------------ | --- | - | - | - | - | -- | -- | ---- |
| 1 | Allemagne PO | 0   | 0 | 0 | 0 | 0 | 0  | 0  |      |
| 2 | Serbie       | 0   | 0 | 0 | 0 | 0 | 0  | 0  |      |
| 3 | Islande      | 0   | 0 | 0 | 0 | 0 | 0  | 0  |      |
| 4 | Uruguay      | 0   | 0 | 0 | 0 | 0 | 0  | 0  |      |

| 26 novembre 2025 h | Allemagne | – | Islande | Porsche-Arena, Stuttgart |
| 26 novembre 2025 h | (-)       |   |         | Porsche-Arena, Stuttgart |

| 26 novembre 2025 h | Serbie | – | Uruguay | Porsche-Arena, Stuttgart |
| 26 novembre 2025 h | (-)    |   |         | Porsche-Arena, Stuttgart |

| 28 novembre 2025 h | Uruguay | – | Allemagne | Porsche-Arena, Stuttgart |
| 28 novembre 2025 h | (-)     |   |           | Porsche-Arena, Stuttgart |

| 28 novembre 2025 h | Serbie | – | Islande | Porsche-Arena, Stuttgart |
| 28 novembre 2025 h | (-)    |   |         | Porsche-Arena, Stuttgart |

| 30 novembre 2025 h | Allemagne | – | Serbie | Porsche-Arena, Stuttgart |
| 30 novembre 2025 h | (-)       |   |        | Porsche-Arena, Stuttgart |

| 30 novembre 2025 h | Islande | – | Uruguay | Porsche-Arena, Stuttgart |
| 30 novembre 2025 h | (-)     |   |         | Porsche-Arena, Stuttgart |

### Groupe D
|   | Équipe     | Pts | J | G | N | P | Bp | Bc | Diff |
| - | ---------- | --- | - | - | - | - | -- | -- | ---- |
| 1 | Monténégro | 0   | 0 | 0 | 0 | 0 | 0  | 0  |      |
| 2 | Espagne    | 0   | 0 | 0 | 0 | 0 | 0  | 0  |      |
| 3 | Îles Féroé | 0   | 0 | 0 | 0 | 0 | 0  | 0  |      |
| 4 | Paraguay   | 0   | 0 | 0 | 0 | 0 | 0  | 0  |      |

| 26 novembre 2025 h | Monténégro | – | Îles Féroé | Arena Trier, Trier |
| 26 novembre 2025 h | (-)        |   |            | Arena Trier, Trier |

| 26 novembre 2025 h | Espagne | – | Paraguay | Arena Trier, Trier |
| 26 novembre 2025 h | (-)     |   |          | Arena Trier, Trier |

| 28 novembre 2025 h | Paraguay | – | Monténégro | Arena Trier, Trier |
| 28 novembre 2025 h | (-)      |   |            | Arena Trier, Trier |

| 28 novembre 2025 h | Espagne | – | Îles Féroé | Arena Trier, Trier |
| 28 novembre 2025 h | (-)     |   |            | Arena Trier, Trier |

| 30 novembre 2025 h | Îles Féroé | – | Paraguay | Arena Trier, Trier |
| 30 novembre 2025 h | (-)        |   |          | Arena Trier, Trier |

| 30 novembre 2025 h | Monténégro | – | Espagne | Arena Trier, Trier |
| 30 novembre 2025 h | (-)        |   |         | Arena Trier, Trier |

### Groupe E
|   | Équipe      | Pts | J | G | N | P | Bp | Bc | Diff |
| - | ----------- | --- | - | - | - | - | -- | -- | ---- |
| 1 | Pays-Bas PO | 0   | 0 | 0 | 0 | 0 | 0  | 0  |      |
| 2 | Autriche    | 0   | 0 | 0 | 0 | 0 | 0  | 0  |      |
| 3 | Argentine   | 0   | 0 | 0 | 0 | 0 | 0  | 0  |      |
| 4 | Égypte      | 0   | 0 | 0 | 0 | 0 | 0  | 0  |      |

| 28 novembre 2025 h | Pays-Bas | – | Argentine | Rotterdam Ahoy, Rotterdam |
| 28 novembre 2025 h | (-)      |   |           | Rotterdam Ahoy, Rotterdam |

| 28 novembre 2025 h | Autriche | – | Égypte | Rotterdam Ahoy, Rotterdam |
| 28 novembre 2025 h | (-)      |   |        | Rotterdam Ahoy, Rotterdam |

| 30 novembre 2025 h | Égypte | – | Pays-Bas | Rotterdam Ahoy, Rotterdam |
| 30 novembre 2025 h | (-)    |   |          | Rotterdam Ahoy, Rotterdam |

| 30 novembre 2025 h | Autriche | – | Argentine | Rotterdam Ahoy, Rotterdam |
| 30 novembre 2025 h | (-)      |   |           | Rotterdam Ahoy, Rotterdam |

| 2 décembre 2025 h | Pays-Bas | – | Autriche | Rotterdam Ahoy, Rotterdam |
| 2 décembre 2025 h | (-)      |   |          | Rotterdam Ahoy, Rotterdam |

| 2 décembre 2025 h | Argentine | – | Égypte | Rotterdam Ahoy, Rotterdam |
| 2 décembre 2025 h | (-)       |   |        | Rotterdam Ahoy, Rotterdam |

### Groupe F
|   | Équipe   | Pts | J | G | N | P | Bp | Bc | Diff |
| - | -------- | --- | - | - | - | - | -- | -- | ---- |
| 1 | France T | 0   | 0 | 0 | 0 | 0 | 0  | 0  |      |
| 2 | Pologne  | 0   | 0 | 0 | 0 | 0 | 0  | 0  |      |
| 3 | Tunisie  | 0   | 0 | 0 | 0 | 0 | 0  | 0  |      |
| 4 | Chine    | 0   | 0 | 0 | 0 | 0 | 0  | 0  |      |

| 28 novembre 2025 h | France | – | Tunisie | ’s-Hertogenbosch, Maaspoort |
| 28 novembre 2025 h | (-)    |   |         | ’s-Hertogenbosch, Maaspoort |

| 28 novembre 2025 h | Pologne | – | Chine | ’s-Hertogenbosch, Maaspoort |
| 28 novembre 2025 h | (-)     |   |       | ’s-Hertogenbosch, Maaspoort |

| 30 novembre 2025 h | Chine | – | France | ’s-Hertogenbosch, Maaspoort |
| 30 novembre 2025 h | (-)   |   |        | ’s-Hertogenbosch, Maaspoort |

| 30 novembre 2025 h | Pologne | – | Tunisie | ’s-Hertogenbosch, Maaspoort |
| 30 novembre 2025 h | (-)     |   |         | ’s-Hertogenbosch, Maaspoort |

| 2 décembre 2025 h | Tunisie | – | Chine | ’s-Hertogenbosch, Maaspoort |
| 2 décembre 2025 h | (-)     |   |       | ’s-Hertogenbosch, Maaspoort |

| 2 décembre 2025 h | France | – | Pologne | ’s-Hertogenbosch, Maaspoort |
| 2 décembre 2025 h | (-)    |   |         | ’s-Hertogenbosch, Maaspoort |

### Groupe G
|   | Équipe   | Pts | J | G | N | P | Bp | Bc | Diff |
| - | -------- | --- | - | - | - | - | -- | -- | ---- |
| 1 | Suède    | 0   | 0 | 0 | 0 | 0 | 0  | 0  |      |
| 2 | Brésil   | 0   | 0 | 0 | 0 | 0 | 0  | 0  |      |
| 3 | Tchéquie | 0   | 0 | 0 | 0 | 0 | 0  | 0  |      |
| 4 | Cuba     | 0   | 0 | 0 | 0 | 0 | 0  | 0  |      |

| 27 novembre 2025 h | Suède | – | Tchéquie | Porsche-Arena, Stuttgart |
| 27 novembre 2025 h | (-)   |   |          | Porsche-Arena, Stuttgart |

| 27 novembre 2025 h | Brésil | – | Cuba | Porsche-Arena, Stuttgart |
| 27 novembre 2025 h | (-)    |   |      | Porsche-Arena, Stuttgart |

| 29 novembre 2025 h | Cuba | – | Suède | Porsche-Arena, Stuttgart |
| 29 novembre 2025 h | (-)  |   |       | Porsche-Arena, Stuttgart |

| 29 novembre 2025 h | Brésil | – | Tchéquie | Porsche-Arena, Stuttgart |
| 29 novembre 2025 h | (-)    |   |          | Porsche-Arena, Stuttgart |

| 1 décembre 2025 h | Tchéquie | – | Cuba | Porsche-Arena, Stuttgart |
| 1 décembre 2025 h | (-)      |   |      | Porsche-Arena, Stuttgart |

| 1 décembre 2025 h | Suède | – | Brésil | Porsche-Arena, Stuttgart |
| 1 décembre 2025 h | (-)   |   |        | Porsche-Arena, Stuttgart |

### Groupe H
|   | Équipe       | Pts | J | G | N | P | Bp | Bc | Diff |
| - | ------------ | --- | - | - | - | - | -- | -- | ---- |
| 1 | Norvège      | 0   | 0 | 0 | 0 | 0 | 0  | 0  |      |
| 2 | Angola       | 0   | 0 | 0 | 0 | 0 | 0  | 0  |      |
| 3 | Corée du Sud | 0   | 0 | 0 | 0 | 0 | 0  | 0  |      |
| 4 | Kazakhstan   | 0   | 0 | 0 | 0 | 0 | 0  | 0  |      |

| 27 novembre 2025 h | Norvège | – | Corée du Sud | Arena Trier, Trier |
| 27 novembre 2025 h | (-)     |   |              | Arena Trier, Trier |

| 27 novembre 2025 h | Angola | – | Kazakhstan | Arena Trier, Trier |
| 27 novembre 2025 h | (-)    |   |            | Arena Trier, Trier |

| 29 novembre 2025 h | Kazakhstan | – | Norvège | Arena Trier, Trier |
| 29 novembre 2025 h | (-)        |   |         | Arena Trier, Trier |

| 29 novembre 2025 h | Angola | – | Corée du Sud | Arena Trier, Trier |
| 29 novembre 2025 h | (-)    |   |              | Arena Trier, Trier |

| 1 décembre 2025 h | Corée du Sud | – | Kazakhstan | Arena Trier, Trier |
| 1 décembre 2025 h | (-)          |   |            | Arena Trier, Trier |

| 1 décembre 2025 h | Norvège | – | Angola | Arena Trier, Trier |
| 1 décembre 2025 h | (-)     |   |        | Arena Trier, Trier |

## Coupe du président

### Groupe PCI
|   | Équipe | Pts | J | G | N | P | Bp | Bc | Diff |
| - | ------ | --- | - | - | - | - | -- | -- | ---- |
| 1 |        | 0   | 0 | 0 | 0 | 0 | 0  | 0  |      |
| 2 |        | 0   | 0 | 0 | 0 | 0 | 0  | 0  |      |
| 3 |        | 0   | 0 | 0 | 0 | 0 | 0  | 0  |      |
| 4 |        | 0   | 0 | 0 | 0 | 0 | 0  | 0  |      |

| 4 décembre 2025 h |     | – |  | Maaspoort, ’s-Hertogenbosch |
| 4 décembre 2025 h | (-) |   |  | Maaspoort, ’s-Hertogenbosch |

| 4 décembre 2025 h |     | – |  | Maaspoort, ’s-Hertogenbosch |
| 4 décembre 2025 h | (-) |   |  | Maaspoort, ’s-Hertogenbosch |

| 6 décembre 2025 h |     | – |  | Maaspoort, ’s-Hertogenbosch |
| 6 décembre 2025 h | (-) |   |  | Maaspoort, ’s-Hertogenbosch |

| 6 décembre 2025 h |     | – |  | Maaspoort, ’s-Hertogenbosch |
| 6 décembre 2025 h | (-) |   |  | Maaspoort, ’s-Hertogenbosch |

| 8 décembre 2025 h |     | – |  | Maaspoort, ’s-Hertogenbosch |
| 8 décembre 2025 h | (-) |   |  | Maaspoort, ’s-Hertogenbosch |

| 8 décembre 2025 h |     | – |  | Maaspoort, ’s-Hertogenbosch |
| 8 décembre 2025 h | (-) |   |  | Maaspoort, ’s-Hertogenbosch |

### Groupe PCII
|   | Équipe | Pts | J | G | N | P | Bp | Bc | Diff |
| - | ------ | --- | - | - | - | - | -- | -- | ---- |
| 1 |        | 0   | 0 | 0 | 0 | 0 | 0  | 0  |      |
| 2 |        | 0   | 0 | 0 | 0 | 0 | 0  | 0  |      |
| 3 |        | 0   | 0 | 0 | 0 | 0 | 0  | 0  |      |
| 4 |        | 0   | 0 | 0 | 0 | 0 | 0  | 0  |      |

| 4 décembre 2025 h |     | – |  | Maaspoort, ’s-Hertogenbosch |
| 4 décembre 2025 h | (-) |   |  | Maaspoort, ’s-Hertogenbosch |

| 4 décembre 2025 h |     | – |  | Maaspoort, ’s-Hertogenbosch |
| 4 décembre 2025 h | (-) |   |  | Maaspoort, ’s-Hertogenbosch |

| 6 décembre 2025 h |     | – |  | Maaspoort, ’s-Hertogenbosch |
| 6 décembre 2025 h | (-) |   |  | Maaspoort, ’s-Hertogenbosch |

| 6 décembre 2025 h |     | – |  | Maaspoort, ’s-Hertogenbosch |
| 6 décembre 2025 h | (-) |   |  | Maaspoort, ’s-Hertogenbosch |

| 8 décembre 2025 h |     | – |  | Maaspoort, ’s-Hertogenbosch |
| 8 décembre 2025 h | (-) |   |  | Maaspoort, ’s-Hertogenbosch |

| 8 décembre 2025 h |     | – |  | Maaspoort, ’s-Hertogenbosch |
| 8 décembre 2025 h | (-) |   |  | Maaspoort, ’s-Hertogenbosch |

### Matchs de classement
Match pour la 31e place
| 10 décembre 2025 h |     | – |  | Maaspoort, ’s-Hertogenbosch |
| 10 décembre 2025 h | (-) |   |  | Maaspoort, ’s-Hertogenbosch |

Match pour la 29e place
| 10 décembre 2025 h |     | – |  | Maaspoort, ’s-Hertogenbosch |
| 10 décembre 2025 h | (-) |   |  | Maaspoort, ’s-Hertogenbosch |

Match pour la 27e place
| 10 décembre 2025 h |     | – |  | Maaspoort, ’s-Hertogenbosch |
| 10 décembre 2025 h | (-) |   |  | Maaspoort, ’s-Hertogenbosch |

Match pour la 25e place
| 10 décembre 2025 h |     | – |  | Maaspoort, ’s-Hertogenbosch |
| 10 décembre 2025 h | (-) |   |  | Maaspoort, ’s-Hertogenbosch |

## Tour principal
- Qualifié pour les quarts de finale.
- Éliminé.

### Groupe I
|   | Équipe | Pts | J | G | N | P | Bp | Bc | Diff |
| - | ------ | --- | - | - | - | - | -- | -- | ---- |
| 1 |        | 0   | 0 | 0 | 0 | 0 | 0  | 0  |      |
| 2 |        | 0   | 0 | 0 | 0 | 0 | 0  | 0  |      |
| 3 |        | 0   | 0 | 0 | 0 | 0 | 0  | 0  |      |
| 4 |        | 0   | 0 | 0 | 0 | 0 | 0  | 0  |      |
| 5 |        | 0   | 0 | 0 | 0 | 0 | 0  | 0  |      |
| 6 |        | 0   | 0 | 0 | 0 | 0 | 0  | 0  |      |

| 3 décembre 2025 h |     | – |  | Rotterdam Ahoy, Rotterdam |
| 3 décembre 2025 h | (-) |   |  | Rotterdam Ahoy, Rotterdam |

| 3 décembre 2025 h |     | – |  | Rotterdam Ahoy, Rotterdam |
| 3 décembre 2025 h | (-) |   |  | Rotterdam Ahoy, Rotterdam |

| 3 décembre 2025 h |     | – |  | Rotterdam Ahoy, Rotterdam |
| 3 décembre 2025 h | (-) |   |  | Rotterdam Ahoy, Rotterdam |

| 5 décembre 2025 h |     | – |  | Rotterdam Ahoy, Rotterdam |
| 5 décembre 2025 h | (-) |   |  | Rotterdam Ahoy, Rotterdam |

| 5 décembre 2025 h |     | – |  | Rotterdam Ahoy, Rotterdam |
| 5 décembre 2025 h | (-) |   |  | Rotterdam Ahoy, Rotterdam |

| 5 décembre 2025 h |     | – |  | Rotterdam Ahoy, Rotterdam |
| 5 décembre 2025 h | (-) |   |  | Rotterdam Ahoy, Rotterdam |

| 7 décembre 2025 h |     | – |  | Rotterdam Ahoy, Rotterdam |
| 7 décembre 2025 h | (-) |   |  | Rotterdam Ahoy, Rotterdam |

| 7 décembre 2025 h |     | – |  | Rotterdam Ahoy, Rotterdam |
| 7 décembre 2025 h | (-) |   |  | Rotterdam Ahoy, Rotterdam |

| 7 décembre 2025 h |     | – |  | Rotterdam Ahoy, Rotterdam |
| 7 décembre 2025 h | (-) |   |  | Rotterdam Ahoy, Rotterdam |

### Groupe II
|   | Équipe | Pts | J | G | N | P | Bp | Bc | Diff |
| - | ------ | --- | - | - | - | - | -- | -- | ---- |
| 1 |        | 0   | 0 | 0 | 0 | 0 | 0  | 0  |      |
| 2 |        | 0   | 0 | 0 | 0 | 0 | 0  | 0  |      |
| 3 |        | 0   | 0 | 0 | 0 | 0 | 0  | 0  |      |
| 4 |        | 0   | 0 | 0 | 0 | 0 | 0  | 0  |      |
| 5 |        | 0   | 0 | 0 | 0 | 0 | 0  | 0  |      |
| 6 |        | 0   | 0 | 0 | 0 | 0 | 0  | 0  |      |

| 2 décembre 2025 h |     | – |  | Westfalenhallen, Dortmund |
| 2 décembre 2025 h | (-) |   |  | Westfalenhallen, Dortmund |

| 2 décembre 2025 h |     | – |  | Westfalenhallen, Dortmund |
| 2 décembre 2025 h | (-) |   |  | Westfalenhallen, Dortmund |

| 2 décembre 2025 h |     | – |  | Westfalenhallen, Dortmund |
| 2 décembre 2025 h | (-) |   |  | Westfalenhallen, Dortmund |

| 4 décembre 2025 h |     | – |  | Westfalenhallen, Dortmund |
| 4 décembre 2025 h | (-) |   |  | Westfalenhallen, Dortmund |

| 4 décembre 2025 h |     | – |  | Westfalenhallen, Dortmund |
| 4 décembre 2025 h | (-) |   |  | Westfalenhallen, Dortmund |

| 4 décembre 2025 h |     | – |  | Westfalenhallen, Dortmund |
| 4 décembre 2025 h | (-) |   |  | Westfalenhallen, Dortmund |

| 6 décembre 2025 h |     | – |  | Westfalenhallen, Dortmund |
| 6 décembre 2025 h | (-) |   |  | Westfalenhallen, Dortmund |

| 6 décembre 2025 h |     | – |  | Westfalenhallen, Dortmund |
| 6 décembre 2025 h | (-) |   |  | Westfalenhallen, Dortmund |

| 6 décembre 2025 h |     | – |  | Westfalenhallen, Dortmund |
| 6 décembre 2025 h | (-) |   |  | Westfalenhallen, Dortmund |

### Groupe III
|   | Équipe | Pts | J | G | N | P | Bp | Bc | Diff |
| - | ------ | --- | - | - | - | - | -- | -- | ---- |
| 1 |        | 0   | 0 | 0 | 0 | 0 | 0  | 0  |      |
| 2 |        | 0   | 0 | 0 | 0 | 0 | 0  | 0  |      |
| 3 |        | 0   | 0 | 0 | 0 | 0 | 0  | 0  |      |
| 4 |        | 0   | 0 | 0 | 0 | 0 | 0  | 0  |      |
| 5 |        | 0   | 0 | 0 | 0 | 0 | 0  | 0  |      |
| 6 |        | 0   | 0 | 0 | 0 | 0 | 0  | 0  |      |

| 4 décembre 2025 h |     | – |  | Rotterdam Ahoy, Rotterdam |
| 4 décembre 2025 h | (-) |   |  | Rotterdam Ahoy, Rotterdam |

| 4 décembre 2025 h |     | – |  | Rotterdam Ahoy, Rotterdam |
| 4 décembre 2025 h | (-) |   |  | Rotterdam Ahoy, Rotterdam |

| 4 décembre 2025 h |     | – |  | Rotterdam Ahoy, Rotterdam |
| 4 décembre 2025 h | (-) |   |  | Rotterdam Ahoy, Rotterdam |

| 6 décembre 2025 h |     | – |  | Rotterdam Ahoy, Rotterdam |
| 6 décembre 2025 h | (-) |   |  | Rotterdam Ahoy, Rotterdam |

| 6 décembre 2025 h |     | – |  | Rotterdam Ahoy, Rotterdam |
| 6 décembre 2025 h | (-) |   |  | Rotterdam Ahoy, Rotterdam |

| 6 décembre 2025 h |     | – |  | Rotterdam Ahoy, Rotterdam |
| 6 décembre 2025 h | (-) |   |  | Rotterdam Ahoy, Rotterdam |

| 8 décembre 2025 h |     | – |  | Rotterdam Ahoy, Rotterdam |
| 8 décembre 2025 h | (-) |   |  | Rotterdam Ahoy, Rotterdam |

| 8 décembre 2025 h |     | – |  | Rotterdam Ahoy, Rotterdam |
| 8 décembre 2025 h | (-) |   |  | Rotterdam Ahoy, Rotterdam |

| 8 décembre 2025 h |     | – |  | Rotterdam Ahoy, Rotterdam |
| 8 décembre 2025 h | (-) |   |  | Rotterdam Ahoy, Rotterdam |

### Groupe IV
|   | Équipe | Pts | J | G | N | P | Bp | Bc | Diff |
| - | ------ | --- | - | - | - | - | -- | -- | ---- |
| 1 |        | 0   | 0 | 0 | 0 | 0 | 0  | 0  |      |
| 2 |        | 0   | 0 | 0 | 0 | 0 | 0  | 0  |      |
| 3 |        | 0   | 0 | 0 | 0 | 0 | 0  | 0  |      |
| 4 |        | 0   | 0 | 0 | 0 | 0 | 0  | 0  |      |
| 5 |        | 0   | 0 | 0 | 0 | 0 | 0  | 0  |      |
| 6 |        | 0   | 0 | 0 | 0 | 0 | 0  | 0  |      |

| 3 décembre 2025 h |     | – |  | Westfalenhallen, Dortmund |
| 3 décembre 2025 h | (-) |   |  | Westfalenhallen, Dortmund |

| 3 décembre 2025 h |     | – |  | Westfalenhallen, Dortmund |
| 3 décembre 2025 h | (-) |   |  | Westfalenhallen, Dortmund |

| 3 décembre 2025 h |     | – |  | Westfalenhallen, Dortmund |
| 3 décembre 2025 h | (-) |   |  | Westfalenhallen, Dortmund |

| 5 décembre 2025 h |     | – |  | Westfalenhallen, Dortmund |
| 5 décembre 2025 h | (-) |   |  | Westfalenhallen, Dortmund |

| 5 décembre 2025 h |     | – |  | Westfalenhallen, Dortmund |
| 5 décembre 2025 h | (-) |   |  | Westfalenhallen, Dortmund |

| 5 décembre 2025 h |     | – |  | Westfalenhallen, Dortmund |
| 5 décembre 2025 h | (-) |   |  | Westfalenhallen, Dortmund |

| 7 décembre 2025 h |     | – |  | Westfalenhallen, Dortmund |
| 7 décembre 2025 h | (-) |   |  | Westfalenhallen, Dortmund |

| 7 décembre 2025 h |     | – |  | Westfalenhallen, Dortmund |
| 7 décembre 2025 h | (-) |   |  | Westfalenhallen, Dortmund |

| 7 décembre 2025 h |     | – |  | Westfalenhallen, Dortmund |
| 7 décembre 2025 h | (-) |   |  | Westfalenhallen, Dortmund |

## Phase finale
|  | Quarts de finale | Quarts de finale |                        |                        | Demi-finales | Demi-finales |  |  | Finale      | Finale      |
|  | Quarts de finale | Quarts de finale |                        |                        | Demi-finales | Demi-finales |  |  | Finale      | Finale      |
|  |                  |                  |                        |                        |              |              |  |  |             |             |
|  | 9 décembre       | 9 décembre       |                        |                        | 12 décembre  | 12 décembre  |  |  | 14 décembre | 14 décembre |
|  | 9 décembre       | 9 décembre       |                        |                        | 12 décembre  | 12 décembre  |  |  | 14 décembre | 14 décembre |
|  |                  |                  |                        |                        | 12 décembre  | 12 décembre  |  |  | 14 décembre | 14 décembre |
|  |                  |                  |                        |                        | 12 décembre  | 12 décembre  |  |  | 14 décembre | 14 décembre |
|  |                  |                  |                        |                        | 12 décembre  | 12 décembre  |  |  | 14 décembre | 14 décembre |
|  |                  |                  |                        |                        |              |              |  |  | 14 décembre | 14 décembre |
|  | 9 décembre       |                  |                        |                        |              |              |  |  | 14 décembre | 14 décembre |
|  |                  |                  |                        |                        |              |              |  |  | 14 décembre | 14 décembre |
|  |                  |                  |                        |                        |              |              |  |  | 14 décembre | 14 décembre |
|  |                  |                  |                        |                        |              |              |  |  | 14 décembre | 14 décembre |
|  |                  |                  |                        |                        |              |              |  |  | 14 décembre | 14 décembre |
|  |                  |                  |                        |                        |              |              |  |  |             |             |
|  | 10 décembre      |                  |                        |                        |              |              |  |  |             |             |
|  |                  |                  |                        |                        |              |              |  |  |             |             |
|  |                  |                  |                        |                        |              |              |  |  |             |             |
|  | 12 décembre      |                  |                        |                        |              |              |  |  |             |             |
|  |                  |                  |                        |                        |              |              |  |  |             |             |
|  |                  |                  |                        |                        |              |              |  |  |             |             |
|  | 10 décembre      | 10 décembre      | Match pour la 3e place | Match pour la 3e place |              |              |  |  |             |             |
|  | 10 décembre      | 10 décembre      | Match pour la 3e place | Match pour la 3e place |              |              |  |  |             |             |
|  |                  |                  | 14 décembre            |                        |              |              |  |  |             |             |
|  |                  |                  |                        |                        |              |              |  |  |             |             |
|  |                  |                  |                        |                        |              |              |  |  |             |             |
|  |                  |                  |                        |                        |              |              |  |  |             |             |
|  |                  |                  |                        |                        |              |              |  |  |             |             |
|  |                  |                  |                        |                        |              |              |  |  |             |             |

### Quarts de finale
| 9 décembre 2025 h |     | – |  | Westfalenhallen, Dortmund |
| 9 décembre 2025 h | (-) |   |  | Westfalenhallen, Dortmund |

| 9 décembre 2025 h |     | – |  | Westfalenhallen, Dortmund |
| 9 décembre 2025 h | (-) |   |  | Westfalenhallen, Dortmund |

| 10 décembre 2025 h |     | – |  | Rotterdam Ahoy, Rotterdam |
| 10 décembre 2025 h | (-) |   |  | Rotterdam Ahoy, Rotterdam |

| 10 décembre 2025 h |     | – |  | Rotterdam Ahoy, Rotterdam |
| 10 décembre 2025 h | (-) |   |  | Rotterdam Ahoy, Rotterdam |

### Demi-finales
| 12 décembre 2025 h |     | – |  | Rotterdam Ahoy, Rotterdam |
| 12 décembre 2025 h | (-) |   |  | Rotterdam Ahoy, Rotterdam |

| 12 décembre 2025 h |     | – |  | Rotterdam Ahoy, Rotterdam |
| 12 décembre 2025 h | (-) |   |  | Rotterdam Ahoy, Rotterdam |

### Match pour la troisième place
| 14 décembre 2025 h |     | – |  | Rotterdam Ahoy, Rotterdam |
| 14 décembre 2025 h | (-) |   |  | Rotterdam Ahoy, Rotterdam |

### Finale
| 14 décembre 2025 h |     | – |  | Rotterdam Ahoy, Rotterdam |
| 14 décembre 2025 h | (-) |   |  | Rotterdam Ahoy, Rotterdam |

## Classement final

### Modalités
Les équipes sont classées selon les critères suivants :
- Places 1 à 8 : suivant leurs résultats lors de la phase finale ;
- Places 9 à 24 : les équipes ayant terminé troisième du tour principal sont classées de la 9e à la 12e place, les quatrièmes de la 13e à la 16e place, les cinquièmes de la 17e à la 20e place et les sixièmes de la 21e à la 24e place. Pour départager les quatre équipes, il faut considérer :
  1. le nombre de points gagnés (lors du tour principal) ;
  2. la différence de buts lors du tour principal ;
  3. le plus grand nombre de buts marqués lors du tour principal ;
  4. le cas échéant, les équipes sont départagées en fonction du nombre de points marqués, puis de la différence de buts et enfin du plus grand nombre de buts marqués lors du tour préliminaire.
  5. en dernier recours, le départage est fait au tirage au sort.
- Places 25 à 32 : suivant leurs résultats lors des matchs de classement à l'issue de la Coupe du Président.

Le classement final est :
| Rang                      | Équipe | J | G | N | P | Bp | Bc | Diff | Qualifications |
| ------------------------- | ------ | - | - | - | - | -- | -- | ---- | -------------- |
| Médaille d'or, monde      |        | 0 | 0 | 0 | 0 | 0  | 0  | 0    | CM 2027        |
| Médaille d'argent, monde  |        | 0 | 0 | 0 | 0 | 0  | 0  | 0    | -              |
| Médaille de bronze, monde |        | 0 | 0 | 0 | 0 | 0  | 0  | 0    | -              |
| 4                         |        | 0 | 0 | 0 | 0 | 0  | 0  | 0    | -              |
| 5                         |        | 0 | 0 | 0 | 0 | 0  | 0  | 0    | -              |
| 6                         |        | 0 | 0 | 0 | 0 | 0  | 0  | 0    | -              |
| 7                         |        | 0 | 0 | 0 | 0 | 0  | 0  | 0    | -              |
| 8                         |        | 0 | 0 | 0 | 0 | 0  | 0  | 0    | -              |
| 9                         |        | 0 | 0 | 0 | 0 | 0  | 0  | 0    | -              |
| 10                        |        | 0 | 0 | 0 | 0 | 0  | 0  | 0    | -              |
| 11                        |        | 0 | 0 | 0 | 0 | 0  | 0  | 0    | -              |
| 12                        |        | 0 | 0 | 0 | 0 | 0  | 0  | 0    | -              |
| 13                        |        | 0 | 0 | 0 | 0 | 0  | 0  | 0    | -              |
| 14                        |        | 0 | 0 | 0 | 0 | 0  | 0  | 0    | -              |
| 15                        |        | 0 | 0 | 0 | 0 | 0  | 0  | 0    | -              |
| 16                        |        | 0 | 0 | 0 | 0 | 0  | 0  | 0    | -              |
| 17                        |        | 0 | 0 | 0 | 0 | 0  | 0  | 0    | -              |
| 18                        |        | 0 | 0 | 0 | 0 | 0  | 0  | 0    | -              |
| 19                        |        | 0 | 0 | 0 | 0 | 0  | 0  | 0    | -              |
| 20                        |        | 0 | 0 | 0 | 0 | 0  | 0  | 0    | -              |
| 21                        |        | 0 | 0 | 0 | 0 | 0  | 0  | 0    | -              |
| 22                        |        | 0 | 0 | 0 | 0 | 0  | 0  | 0    | -              |
| 23                        |        | 0 | 0 | 0 | 0 | 0  | 0  | 0    | -              |
| 24                        |        | 0 | 0 | 0 | 0 | 0  | 0  | 0    | -              |
| 25                        |        | 0 | 0 | 0 | 0 | 0  | 0  | 0    | -              |
| 26                        |        | 0 | 0 | 0 | 0 | 0  | 0  | 0    | -              |
| 27                        |        | 0 | 0 | 0 | 0 | 0  | 0  | 0    | -              |
| 28                        |        | 0 | 0 | 0 | 0 | 0  | 0  | 0    | -              |
| 29                        |        | 0 | 0 | 0 | 0 | 0  | 0  | 0    | -              |
| 30                        |        | 0 | 0 | 0 | 0 | 0  | 0  | 0    | -              |
| 31                        |        | 0 | 0 | 0 | 0 | 0  | 0  | 0    | -              |
| 32                        |        | 0 | 0 | 0 | 0 | 0  | 0  | 0    | -              |